# 农林下路
农林下路位于中国广州市，是一条呈南北走向的主干道。其北起环市东路，南至中山一、二路交汇处，全长1160米。目前东风东路以北路段车辆通行方向为由北往南单向通行，以南路段为双向通行。

## 地理和歷史
周围地区俗称猫儿岗，原为广州城东郊农地和荒丘。清朝宣统元年(1909年)在此路东北一带办起广东第一个农林试验场，1930年建成马路，北段称为试验场西路、中段称为试验场东路、南段称为下农林路。中华人民共和国成立后，试验场东、西路因附近有犀牛尾，改称犀牛路，下农林路改称农林下路，1985年全统称农林下路。

## 商住情况
农林下路处于东山口，周边聚集中共广东省委、军区、省人大等机关单位，以及高校、医院、大集团公司等，还有新建的东山锦轩、东山华府等屋苑，这一带常住居民超过15万。
而在东风东路以南路段商业发达。农林下路的商业街，全长858米，由1996年北京王府井百货开张后，商业街开始迅速崛起，到2006年左右已共聚集约330多个商业、饮食、服务业商户。与北京路步行街、上下九商业步行街并称为广州三大商业街。区政府部门为依托该地区的人流提升商业消费，有过设想将农林下路打造成“广州淮海路”。随着路内临建商铺关闭与拆迁、改造工程等，商圈发展转趋于中高端。2014年肖汉荣等在广州市政协十二届三次会议委员提案，认为可效仿香港弥敦道珠宝一条街，将农林下路适合打造成珠宝品牌一条街。
该地区的大型商厦有东山百货大楼和王府井百货、广百东山店，还有新裕大厦、东山锦轩、新富熊大厦、电信大厦等。与中山路交汇处有东山电车总站。

## 与之交汇道路
顺序由北往南排列，粗体字为主干道。
- 环市东路
- 犀牛路
- 东风东路
- 三育路
- 农林上路八横路
- 农林上路四横路
- 农林下路二横路
- 竹丝岗四横路
- 农林下横路
- 中山二路、中山一路、东华北路、署前路

## 公共交通
- 广州地铁1号线東山口站
- 广州地铁5号线區莊站
- 广州地铁6号线東山口站、區莊站

均在鄰近農林下路位置設有出口。